# Nissan Aprio

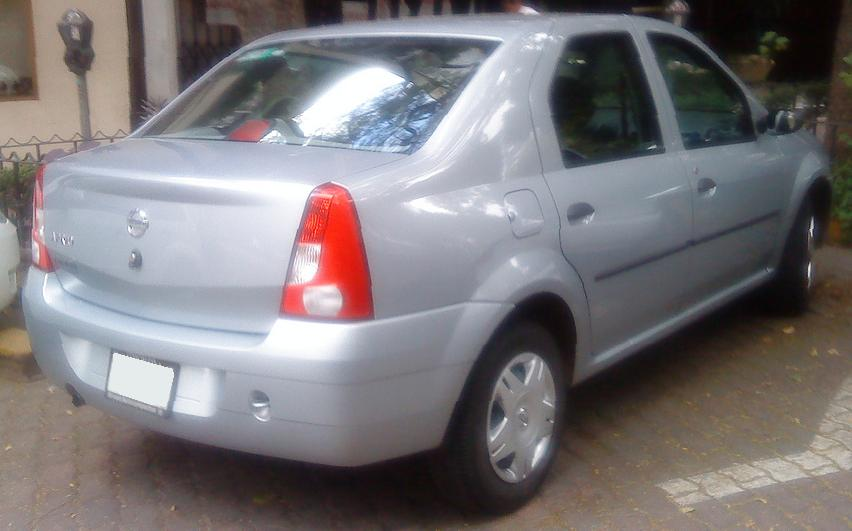
Nissan Aprio сзади

Nissan Aprio (рус. Ниссан Априо) — бюджетный субкомпактный автомобиль, производимый компанией Nissan специально для мексиканского рынка. Впервые Nissan Aprio был представлен 13 июля 2007 года в Мексике. Сборка автомобиля была организована в Куритибе (Бразилия). От базовой модели Logan Aprio отличается радиаторной решёткой, характерной для автомобилей Nissan. В августе 2010 года автомобиль был снят с производства. Под капотом стоит либо 1.6-литровый двигатель на 103 л.с, либо двигатель такого же объёма с мощностью 87 л.с, и они оба в связке с 5-ступенчатой МКПП.